# Abdulaziz Komilov

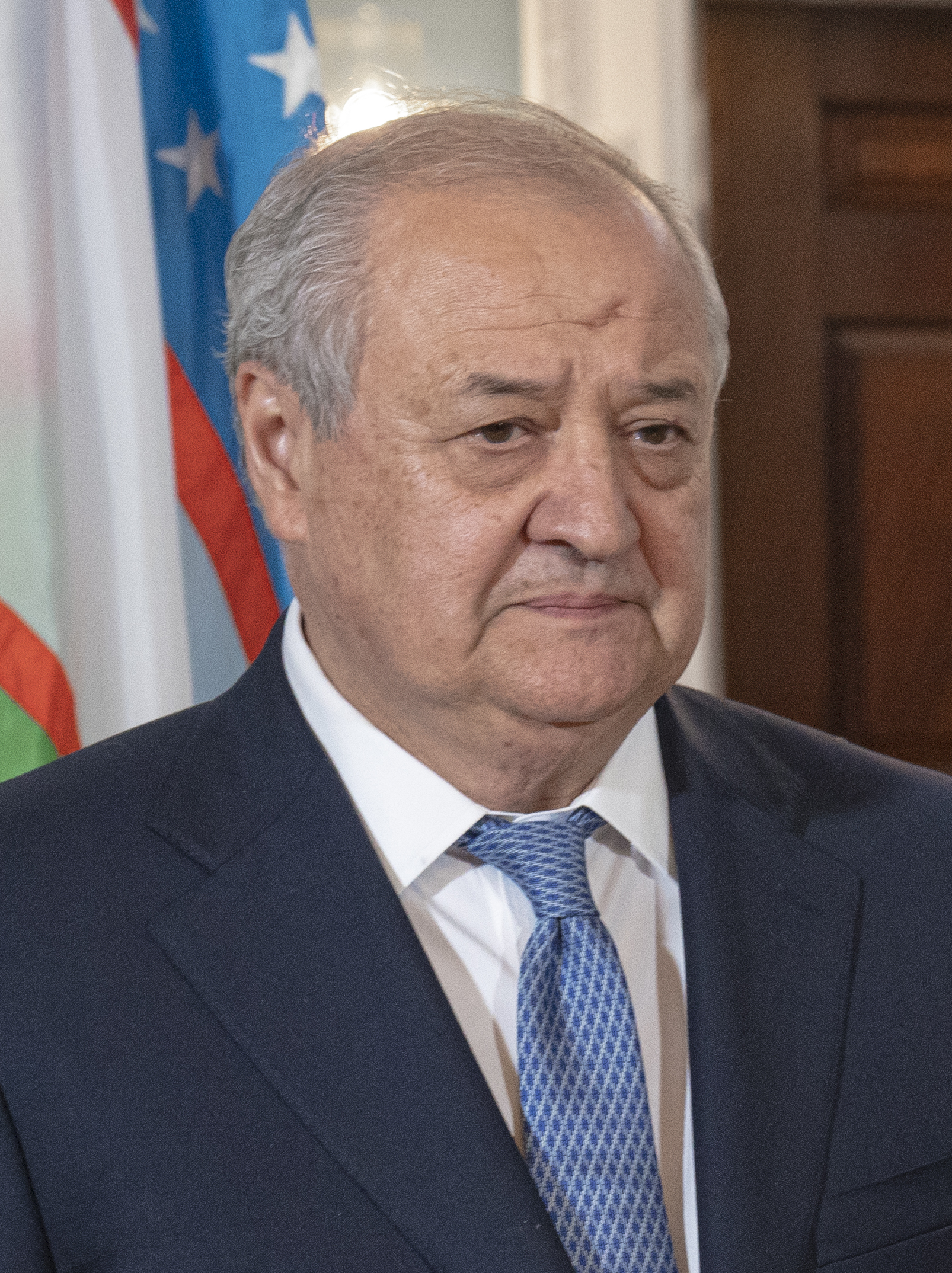
Abdulaziz Komilov (2021)

Abdulaziz Hofizovich Komilov (usbekisch Абдулазиз Ҳофизович Комилов, russisch Абдулазиз Хафизович Камилов Abdulasis Chafisowitsch Kamilow; * 16. November 1947 in Yangiyoʻl, Usbekische SSR, Sowjetunion) ist ein usbekischer Politiker. Von 1994 bis 2003 und von 2012 bis 2022 war er Außenminister Usbekistans.

## Leben
Abdulaziz Komilov schloss zunächst in den 1960er Jahren ein Hochschulstudium ab und studierte später (bis 1978) an der Diplomatischen Akademie des sowjetischen Außenministeriums. 1980 schloss er eine Aspirantur am Institut für Orientwissenschaften an der Akademie der Wissenschaften der UdSSR ab. Er ist Kandidat der Geschichtswissenschaften.
Seit 1972 war Komilov abwechselnd in der Nahostabteilung des sowjetischen Außenministerium in Moskau tätig und an den sowjetischen Botschaften in Syrien und im Libanon. Nach dem Zusammenbruch der Sowjetunion arbeitete er zunächst an der usbekischen Botschaft in Moskau. 1992 kehrte er nach Usbekistan zurück, wo er stellvertretender Direktor des Nationalen Sicherheitsdienstes war. Von April bis August 1994 war er zunächst stellvertretender Außenminister und von August 1994 bis März 2003 schließlich Außenminister Usbekistans. Nach seiner Ablösung durch Sodiq Safoyev war er kurzzeitig Berater des usbekischen Präsidenten Islom Karimov und wurde im August 2003 zum Botschafter Usbekistans in den USA ernannt, was er bis 2010 blieb. Vom 13. Januar 2012 bis 2022 war er erneut Außenminister.